# Kewaunee (Wisconsin)
Kewaunee település az Amerikai Egyesült Államok Wisconsin államában, Kewaunee megyében, melynek megyeszékhelye is. Lakosainak száma 2837 fő (2020. április 1.).

## Népesség
A település népességének változása:

| 2010 | 2 952 |
| 2020 | 2 837 |